# リイシュー
リイシュー（reissue、リ・リリース、リパッケージ、リ・エディションとも）とは、過去に少なくとも1度リリースされた音楽アルバムやシングルを、時には手を加えたり追加したりして再発売することである。日本語では単純に「再発売」、リイシュー作品の事は「再発盤」や「復刻盤」、「リイシュー盤」と呼ばれる。
日本では、この言葉から、楽器、玩具、書籍、装飾具等の一般的な再発売や復刻を指して「リイシュー」と呼ぶことがある。

## リイシューの種類

### 新規オーディオ・フォーマットの為
技術的あるいは商業的に陳腐化したオーディオフォーマットで発売された録音物が、新しいフォーマットで再発されること。例えば、1980年代初頭にこのフォーマットが導入されて以来、何千枚ものオリジナル・レコードがCDで再発された。1948年にLPレコードが発売されると、78回転レコードのいくつかのコレクションがLPで再発された。さらに最近では、CDやそれ以前のフォーマットでリリースされたアルバムの多くが、SACD、DVD-Audio、デジタル音楽ダウンロード、音楽ストリーミングサービスなどで再発されている。

### 廉価盤
ピックウィック・レコードが、キャピトル・レコードの現行盤以外のアルバムの多くを、レコード店以外の場所で低価格で再発する権利を獲得したのを皮切りに、いくつかのレコード会社が、廃盤になった商品を低価格で販売する「バジェット」または「ドラッグストア・レコード」の子会社を設立した。

### 地域盤（海外盤）
これは、ある国や地域で自主リリースされた作品が、新しい地域で正規のレコード契約を結ぶような場合である。例えば、北米でセルフ・リリースしたアーティストが、数年後にヨーロッパの公式レーベルからアルバムを再発売するような場合だ。日本のアーティストをアメリカでリリースしているライト・イン・ジ・アティック・レコードなどが挙げられる。

### 販売元変更
あるレコード・レーベルが他のレコード・レーベルを買収したり、個々のアーティストのバック・カタログを入手したりすると、そのアルバムはしばしば買収したレーベルから再発される。例えば、ポリドール・レコードは、ジェームス・ブラウンが以前所属していたキング・レコードからリリースされたアルバムの多くを再発した。キング・レコードは以前、傘下のフェデラル・レコードで録音されたブラウンのアルバムやシングルを再発したことがある。

### 販売強化
レコードの再発は、発売後も人気が衰えないアルバムに対する継続的な需要を満たすために行われる。また、アルバムの売れ行きが芳しくない作品に興味を持たせ、売れ行きを回復させるために再発される場合もある。例えば、ヘヴィ・メタル・レーベルのロードランナー・レコードは、オリジナル・アルバムのリリースからわずか数ヵ月後にアーティストの作品を再発することで悪名高い。米音楽誌『ビルボード』によると、再発のターゲットは「オリジナル・リリース時にアルバムを手に取らなかったカジュアルな消費者や、アーティストのカタログの全曲を所有する必要があるマニア」だという。
2000年代後半から2010年代前半にかけて、スタジオ・アルバムのトラックリストを拡大した再発は一般的で、新曲はしばしば単独のEPとしてリリースされた。2010年10月、『ヴァニティ・フェア』誌はこのトレンドについて、リイシューとポスト・アルバムEPを次のように述べている。「過去数年のホリデーシーズンに店頭に並んだ 「デラックス 」エディションに続く、アルバムの寿命を延ばすための次のステップだ。アルバムのバックエンドに数曲を追加し、そのうちの1曲をラジオにリリースし、新しいペイントを施せば、ほら！在庫処分品の誕生だ」例えば、レディー・ガガのデビュー・アルバム『The Fame』（2008年）に続く『The Fame Monster』（2009年）、ケシャのデビュー・アルバム『Animal』（2010年）に続く『Cannibal』（2010年）などが挙げられる。

### スペシャル盤、限定盤、記念盤
レコーディングの中には、その人気や影響力、アーティストやレコーディングの記念日を祝うために再発されるものもある。

### 楽曲のカット、及びに演奏トラック削除
ある楽曲が否定的な見方をされたために、オリジナル・リリース後すぐに再発される録音もある。ボディ・カウントの 「Cop Killer」もそのひとつだ。また、日本では「不適切な言葉や表現が有る」等で再発盤アルバムから曲をカットされることがしばしば起こる。例として、小坂忠のアルバム『ありがとう』に収録されている曲、細野晴臣作詞作曲の「どろんこまつり」は不適切な言葉があると見做され、初期のリイシューでは収録が見送られた。またライヴ盤等では契約上の問題で参加アーティストの演奏パートのカットが行われる事があり、その場合に再度契約を整えてカットされた演奏を収録したバージョンを再発売するということもしばしば行われる。
いくつかの録音は、前のバンドメンバーの貢献を消すためにリミックスされ、再発される。オジー・オズボーンの『Blizzard of Ozz』と『Diary of a Madman』がその例だ。イギリスのガールズグループ、シュガーベイブスは、ムーティア・ブエナの後任であるアメール・ベラバに続き、スタジオアルバム『Taller in More Ways』を再発した。レディー・ガガがR.ケリーをフィーチャリングした 「Do What U Want」は、ドキュメンタリー映画『Surviving R.Kelly』を受け、ガガのサード・スタジオ・アルバム『Artpop』のすべてのストリーミング、オンライン版、新しいレコードとCDプレスから削除された。

### アルバムジャケットの改変
オリジナルのジャケットが、現代の常識に照らし合わせて不適切とされる物や、不適切な言葉がジャケットにある、中指を立てている等の不快とされる場合などにリイシュー盤でジャケットの差し替えを行う場合がある。有名な物ではスコーピオンズの1976年の作品『狂熱の蠍団 ヴァージン・キラー』や、ジミ・ヘンドリックスの『エレクトリック・レディランド』などがある。

### 邦題の付け直し
これは特に国内盤で、ファーストリリース時に付いた「邦題」が、あまりにも原題からかけ離れている場合や、意味不明だったり、現代の表現にに照らし合わせて不適切な物をリイシュー時に変更する場合が有る。例としては、キング・クリムゾンの「21世紀の精神異常者」から「21世紀のスキッツォイド・マン」への変更や、フランク・ザッパの80年代に担当者に悪ふざけでつけられたアルバムタイトル、『ハエ・ハエ・カ・カ・カ・ザッパ・パ』から『ザ・マン・フロム・ユートピア』への変更などである。大抵の場合は原題のカタカナ表記に修正される場合が多い。

### 続編
再発盤の中には、プロモーション企画の続編としてリリースされたものもある。これは、スペシャル・アルバムや限定アルバムとは異なるもので、スペシャル・アルバムも限定アルバムも、クリスマスやグループ結成記念日などの特定のイベントに合わせてリリースされる。例えば、T-ARAの『Funky Town』は、前作EP『Black Eyes』の続編としてリリースされたリパッケージ・アルバムだ。このアルバムは、彼らのドラマ・ビデオ・プロジェクトのためにリリースされたもので、ビデオは前EPのドラマ・ビデオ『Cry Cry』の続編としてリリースされた。もうひとつの例は、TWICEの『Twicecoaster：Lane2』だ。このリパッケージ・アルバムは、前EP『Twicecoaster：Lane 1』である。.

## 各種改変
再発されたアルバムによく加えられるものには、以下のようなものがある：
- オーディオのリマスタリングまたはリミックス
- ボーナストラックやマルチメディアコンテンツの収録
- 新しいライナーノーツ
- 新しいアルバムアートやパッケージ
- 「スペシャル・エディション」や「エクスパンデッド・ヴァージョン」のようなタイトルの変更

## リイシュー盤の売上数計上
セールスを数値化する目的で、アルバムのオリジナル盤と再発盤は一緒にカウントされる。例えば、あるアルバムがオリジナル盤で30万枚、再発盤で70万枚売れた場合、プラチナ認定を受ける権利がある。ただし、オリジナル盤と再発盤の音楽的内容が同じでなければ、プラチナ認定を受けることはできない。

## リイシュー専門レーベル
他のレーベルからリリースされた音源の再発を専門とするレコードレーベルもある。最大の再発レーベルは、ライノ・レコード、クラフト・レコーディングス、ヒップオー・レコード、レガシー・レコーディングスの4社である。これらの会社はそれぞれ、大手音楽コングロマリットのレーベルの音源をリイシューしている： それぞれ、ワーナー・ミュージック・グループ、コンコード、ユニバーサル・ミュージック・グループ、ソニーBMGである。コレクタブルズ・レコードもまた、他のレーベルの音源をライセンスしているリイシュー・レーベルである。